# Bertiera arctistipula
Bertiera arctistipula är en måreväxtart som beskrevs av Nicolas Hallé. Bertiera arctistipula ingår i släktet Bertiera och familjen måreväxter. Inga underarter finns listade i Catalogue of Life.